# Seto no hanayome
Seto no hanayome (瀬戸の花嫁?), noto anche con il titolo internazionale My Bride Is a Mermaid, è un manga scritto e disegnato da Tahiko Kimura, pubblicato dalla Square Enix dal 2002 al 2010, per un totale di sedici volumi. Dall'opera è stata tratta una serie animata e due OAV. Disney +

## Trama
Nagasumi Michishio è un adolescente che, mentre si trova in vacanza nei pressi del mare interno di Seto, rischia di affogare. Il giovane viene salvato da una sirena, chiamata Sole, salvo poi sapere che entrambi dovranno essere presto giustiziati: lei per essere entrata in contatto con un umano, lui per avere scoperto l'identità della creatura. L'unica "soluzione" per la famiglia della giovane sembra essere un matrimonio riparatore, che tuttavia finisce per essere solo il principio per numerosi altri inconvenienti e fraintendimenti.

## Media

### Manga
| Nº | Data di prima pubblicazione | Data di prima pubblicazione | Data di prima pubblicazione |
| Nº | Giapponese                  | Giapponese                  |                             |
| -- | --------------------------- | --------------------------- | --------------------------- |
| 1  | 27 febbraio 2003            | ISBN 4-7575-0880-8          |                             |
| 2  | 26 luglio 2003              | ISBN 4-7575-0986-3          |                             |
| 3  | 27 novembre 2003            | ISBN 4-7575-1073-X          |                             |
| 4  | 27 aprile 2004              | ISBN 4-7575-1189-2          |                             |
| 5  | 27 agosto 2004              | ISBN 4-7575-1257-0          |                             |
| 6  | 27 dicembre 2004            | ISBN 4-7575-1341-0          |                             |
| 7  | 27 aprile 2005              | ISBN 4-7575-1417-4          |                             |
| 8  | 27 settembre 2005           | ISBN 4-7575-1532-4          |                             |
| 9  | 27 marzo 2006               | ISBN 4-7575-1648-7          |                             |
| 10 | 27 luglio 2006              | ISBN 4-7575-1730-0          |                             |
| 11 | 27 novembre 2006            | ISBN 4-7575-1818-8          |                             |
| 12 | 27 marzo 2007               | ISBN 4-7575-1976-1          |                             |
| 13 | 27 luglio 2007              | ISBN 4-7575-2058-1          |                             |
| 14 | 27 marzo 2008               | ISBN 978-4-7575-2247-3      |                             |
| 15 | 22 febbraio 2011            | ISBN 978-4-7575-3141-3      |                             |
| 16 | 22 febbraio 2011            | ISBN 978-4-7575-3142-0      |                             |